# Milorad Kosanović
Milorad Kosanović (in serbo Милорад Косановић?; Banovci, 4 gennaio 1951) è un allenatore di calcio ed ex calciatore serbo, fino al 2003 jugoslavo e al 2006 serbo-montenegrino, di ruolo difensore.

## Palmarès

### Allenatore
- Campionato cinese: 3

Dalian Shide: 2000, 2001, 2002
- Supercoppa di Cina: 2

Dalian Shide: 2001, 2003
- Coppa della Cina: 1

Dalian Shide: 2001